# Zambeletti
La DLZ Dott. L. Zambeletti S.p.A. - più nota semplicemente come Zambeletti - è stata un'azienda italiana di prodotti farmaceutici, con sede a Baranzate di Bollate (in zona attualmente appartenente al comune di Baranzate nella città metropolitana di Milano), attiva dal 1907 al 1993, quando fu assorbita e incorporata nella multinazionale statunitense SmithKline Beecham.

## Storia
L'impresa fu fondata il 2 luglio 1907 a Milano dal farmacista Leopoldo Zambeletti (1868-1924) con la denominazione Società Anonima Dott. L. Zambeletti, avente per scopo la fabbricazione e il commercio di prodotti chimici, farmaceutici e affini, con capitale sociale di lire 1 milione. Al momento della fondazione, la sede si trovava nel laboratorio farmaceutico in piazza San Carlo che lo Zambeletti aveva ereditato dal padre Lodovico morto nel 1890, e successivamente, nel 1911, la sede e le attività furono spostati in un capannone costruito in via Carlo Linneo 12-14, ora via Lodovico Zambeletti, nel quartiere milanese di Porta Venezia.
La società strinse rapporti commerciali con i mercati internazionali di Londra, Amburgo, Amsterdam, New York, e altre, e ben presto ampliò lo stabilimento con la realizzazione di reparti speciali per l'analisi e la fabbricazione di ogni prodotto. Venne inoltre attrezzato di moderni macchinari che consentivano di produrre pillole con la quantità precisa, nonché lo stampaggio della qualità e della dose del contenuto su ogni singola pillola. Alla morte del fondatore nel 1924, la gestione dell'azienda fu assunta dal figlio primogenito Giulio Zambeletti (1894-1991), che assunse la carica di amministratore delegato, e dal genero Alberto Pirelli, marito della figlia Lodovica, che invece ne divenne il presidente (fino al 1944).
Pur avendo una forza lavoro di appena 50 unità alla vigilia della seconda guerra mondiale, fu una delle maggiori aziende italiane produttrici di farmaci e medicinali, che contava 7 filiali e depositi in Italia (Bologna, Genova, Napoli, Padova, Palermo, Roma, Torino), e numerose filiali, depositi e rappresentanti, in Europa, in Africa e nelle Americhe. Lo scoppio della guerra, causò un calo delle esportazioni per la Zambeletti, poi riprese al termine del conflitto.
Divenuta società per azioni (Dr. Lo. Zambeletti S.p.A.), nel 1950 il suo capitale sociale era di 54 milioni di lire, e nel consiglio di amministrazione dell'azienda fece ingresso l'altro figlio del fondatore, Leopoldo Zambeletti jr. (1913-1997), che cogestì assieme al fratello maggiore Giulio, che ne rimaneva comunque alla guida. Nel 1968 la sede sociale e l'attività produttiva di Zambeletti furono spostate nel nuovo stabilimento inaugurato a Baranzate, nell'hinterland milanese, e altri due stabilimenti vennero aperti l'anno successivo, a Varese (zona Belforte), e a Coslada, in Spagna, dove venne fondata la Zambeletti España S. A., sussidiaria dell'azienda milanese con sede a Madrid. La produzione della Zambeletti fu ampliata ad altre categorie di articoli, quali le calzature fisiologiche per bambini, e i cosmetici, quest'ultimi con la creazione del marchio Collistar nel 1972.
Nel 1980, i fratelli Giulio e Leopoldo Zambeletti lasciarono gli incarichi nell'azienda di famiglia per ritirarsi a vita privata, e i rispettivi figli Alberto e Lodovico, ne assunsero l'amministrazione. La multinazionale farmaceutica britannica Beecham Group nel 1984 rilevò il 95,1% delle azioni della Zambeletti, per poi rilevarne tutto il capitale poco dopo; nonostante il passaggio di proprietà alla Beecham, due esponenti della famiglia Zambeletti rimasero nell'organigramma della società, Alberto, in qualità di presidente, e il cugino Giampaolo come amministratore delegato. Nel 1986, avvenne la fusione per incorporazione con la Beecham Farmaceutici S.p.A., e la nuova ragione sociale divenne DLZ Dott. L. Zambeletti S.p.A..
Dagli anni novanta si verificò il graduale smantellamento di Zambeletti, dapprima con la cessione della controllata spagnola alla Tedec Meiji Farma (1990), e in seguito con la cessione di Collistar alla Bolton Group (1993). L'azienda cessò di esistere nel 1993 con il cambio di denominazione sociale in Smith Kline Beecham Farmaceutici S.p.A..

## Informazioni e dati
La DLZ Dott. L. Zambeletti S.p.A. con sede e stabilimento a Baranzate, in provincia di Milano, produceva e commercializzava farmaci, medicinali e cosmetici. Al 1992 impiegava 700 lavoratori; nel 1984, quando fu rilevata da Beecham, registrava un fatturato di 112 miliardi di lire.